# 自動オルガンのためのアダージョとアレグロ
自動オルガンのためのアダージョとアレグロ ヘ短調 K.594は、ヴォルフガング・アマデウス・モーツァルトが作曲した自動オルガンのための作品である。『幻想曲』とも呼ばれる。モーツァルトはこの部類で他に2曲を作曲している。

## 概要
ダイム・フォン・シュトリテッツ伯爵からの依頼で、1790年の10月から12月にかけてウィーンで作曲された自動オルガンのための作品である。同年に没した元帥ロウドン男爵の蝋人形を飾った霊廟から自動オルガンを流すための曲をモーツァルトに依頼し、モーツァルトはこの依頼を当初は嫌っていたが、当時は貧困に喘いでいたために仕方なく依頼を引き受けたと伝えられる。
また4手ピアノ版も残されているが、現在はオルガン版の両方が共に演奏されている。

## 構成
もの悲しげなアダージョ（ヘ短調、4分の3拍子）と明るく快活なアレグロ（ヘ長調、4分の4拍子）からなり、最後は再びアダージョで静かに曲を終える。演奏時間は約9分。

## 関連作品
- 自動オルガンのための幻想曲 K.608
- 自動オルガンのためのアンダンテ K.616